# Renault RE50
A Renaulr RE50 egy Formula–1-es versenyautó, amellyel a Renault csapat versenyzett az 1984-es Formula–1 világbajnokság során. Pilótái Patrick Tambay és Derek Warwick voltak, illetve egy versenyen egy harmadik autóval Philippe Streiff is indult.

## Áttekintés
A csapat sikeres idényre számított, hiszen Tambay kétszeres futamgyőztes volt, Warwick pedig egy ígéretes tehetség. Az autó elődjével, az RE40-nel Alain Prost négy futamot is tudott nyerni az előző idényben. Valóban volt potenciál az autóban, hiszen a motorja erős volt, körülbelül 800 lóerő volt a teljesítménye. Nagyon fogyasztotta azonban az üzemanyagot, ami problémát jelentett, ha a győzelemért akartak harcolni. Ugyanezzel a gonddal küzdött a szintén Renault-motort használó Lotus 95T is. Ebben az idényben 220 literben maximalizálták a versenyen felhasználható üzemanyagot, és verseny közben nem lehetett tankolni sem - hiába fejlesztett ki a Renault egy vadonatúj üzemanyagszint-figyelő elektronikát, ezen a problémán sosem tudtak igazán túllenni. A másik gondot az okozta, hogy az autó váza túlságosan törékeny volt, bár szénszálból készült és nem alumíniumból. A francia és a monacói nagydíjakon ezért sérült meg balesetekben Warwick lába, az utóbbi versenyen pedig Tambay bal lába is eltörött, miután beleütközött csapattársa széttört autójába. Mindkettejük sérüléseit az okozta, hogy a felfüggesztés áttörte magát a szénszálas kasztnin. Tambay nem is tudott rajthoz állni Kanadában.
Warwick végül ötször szerzett pontot az idényben, ebből két második és két harmadik hely volt. Tambay egyszer lett második, és még háromszor szerzett pontokat. A Renault konstruktőri ötödik lett a világbajnokságban. Mindkét pilóta futott egy-egy leggyorsabb kört, Tambay pedig Franciaországban pole pozíciót szerzett.

## Eredmények
(félkövér jelöli a pole pozíciót, dőlt betű a leggyorsabb kört)
| Év   | Csapat             | Motor               | Gumik | Pilóták          | 1   | 2   | 3   | 4   | 5   | 6   | 7   | 8   | 9   | 10  | 11  | 12  | 13  | 14  | 15  | 16  | Pontok | Helyezés |
| ---- | ------------------ | ------------------- | ----- | ---------------- | --- | --- | --- | --- | --- | --- | --- | --- | --- | --- | --- | --- | --- | --- | --- | --- | ------ | -------- |
| 1984 | Equipe Renault Elf | Renault Gordini EF4 | M     |                  | BRA | RSA | BEL | SMR | FRA | MON | CAN | DET | DAL | GBR | GER | AUT | NED | ITA | EUR | POR | 34     | 5.       |
| 1984 | Equipe Renault Elf | Renault Gordini EF4 | M     | Patrick Tambay   | 5   | KI  | 7   | KI  | 2   | KI  | VL  | KI  | KI  | 8   | 5   | KI  | 6   | KI  | KI  | 7   | 34     | 5.       |
| 1984 | Equipe Renault Elf | Renault Gordini EF4 | M     | Derek Warwick    | KI  | 3   | 2   | 4   | KI  | KI  | KI  | KI  | KI  | 2   | 3   | KI  | KI  | KI  | 11  | KI  | 34     | 5.       |
| 1984 | Equipe Renault Elf | Renault Gordini EF4 | M     | Philippe Streiff |     |     |     |     |     |     |     |     |     |     |     |     |     |     |     | KI  | 34     | 5.       |

## Forráshivatkozások
1. ↑  https://books.google.com/books?id=646PVGF2Bd8C&q=renault+re50&pg=PA206
2. ↑  In the hot seat -- Derek Warwick (brit angol nyelven). Motor Sport Magazine, 2014. július 7. (Hozzáférés: 2024. december 9.)